# Kreuzbergkirche (Burglengenfeld)

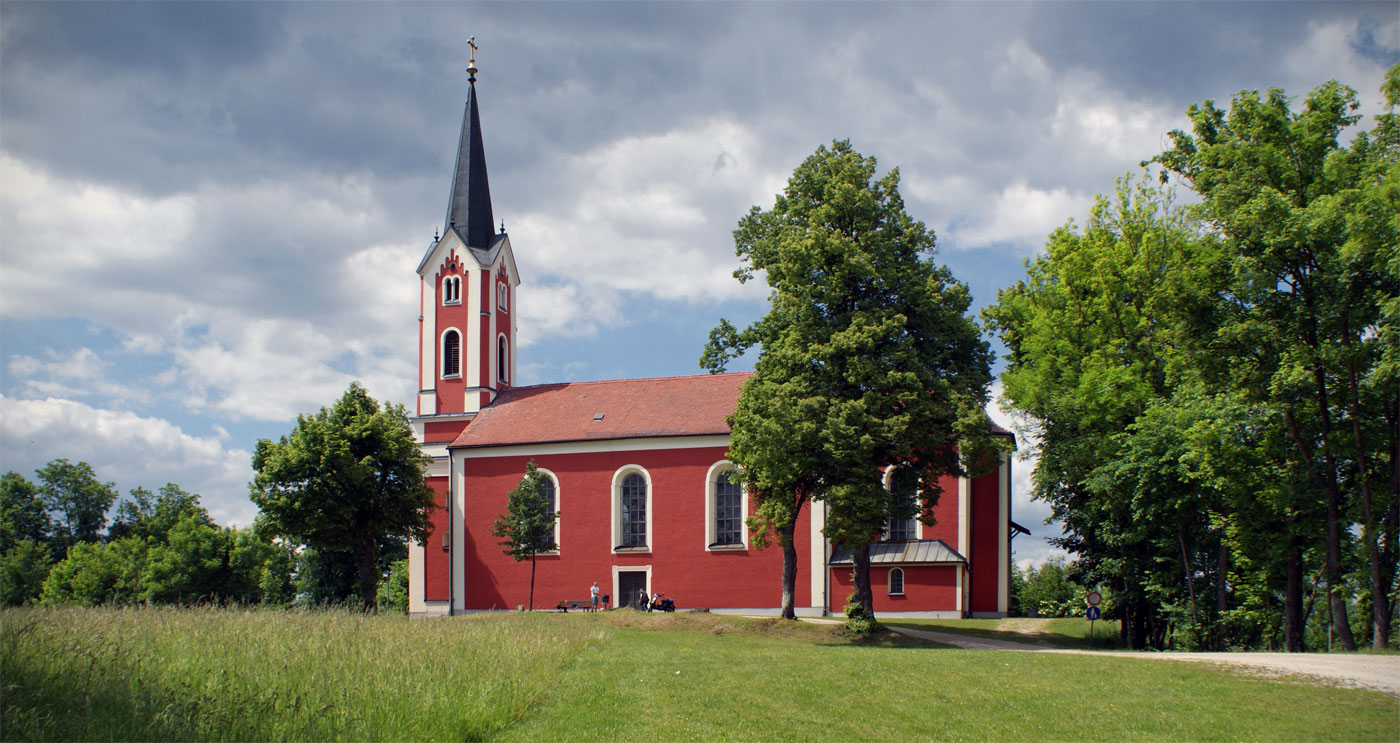
Die Kirche von südlicher Richtung aus gesehen

Die katholische Kreuzbergkirche Hl. Dreifaltigkeit ist eine Kirche auf dem Kreuzberg in Burglengenfeld.

## Geschichte

### Vorgängerbau
Im Jahre 1690 entstand auf dem damaligen „Gaisberg“ in Burglengenfeld eine der heiligen Dreifaltigkeit geweihte Kapelle. 1742 erfolgte die Vergrößerung dieser Kapelle. Sie bestand unverändert weiter bis ins Jahr 1835, als der Kapellenturm von einem Blitz getroffen wurde und das Gebäude bis auf die Grundmauern niederbrannte.

### Heutige Kirche

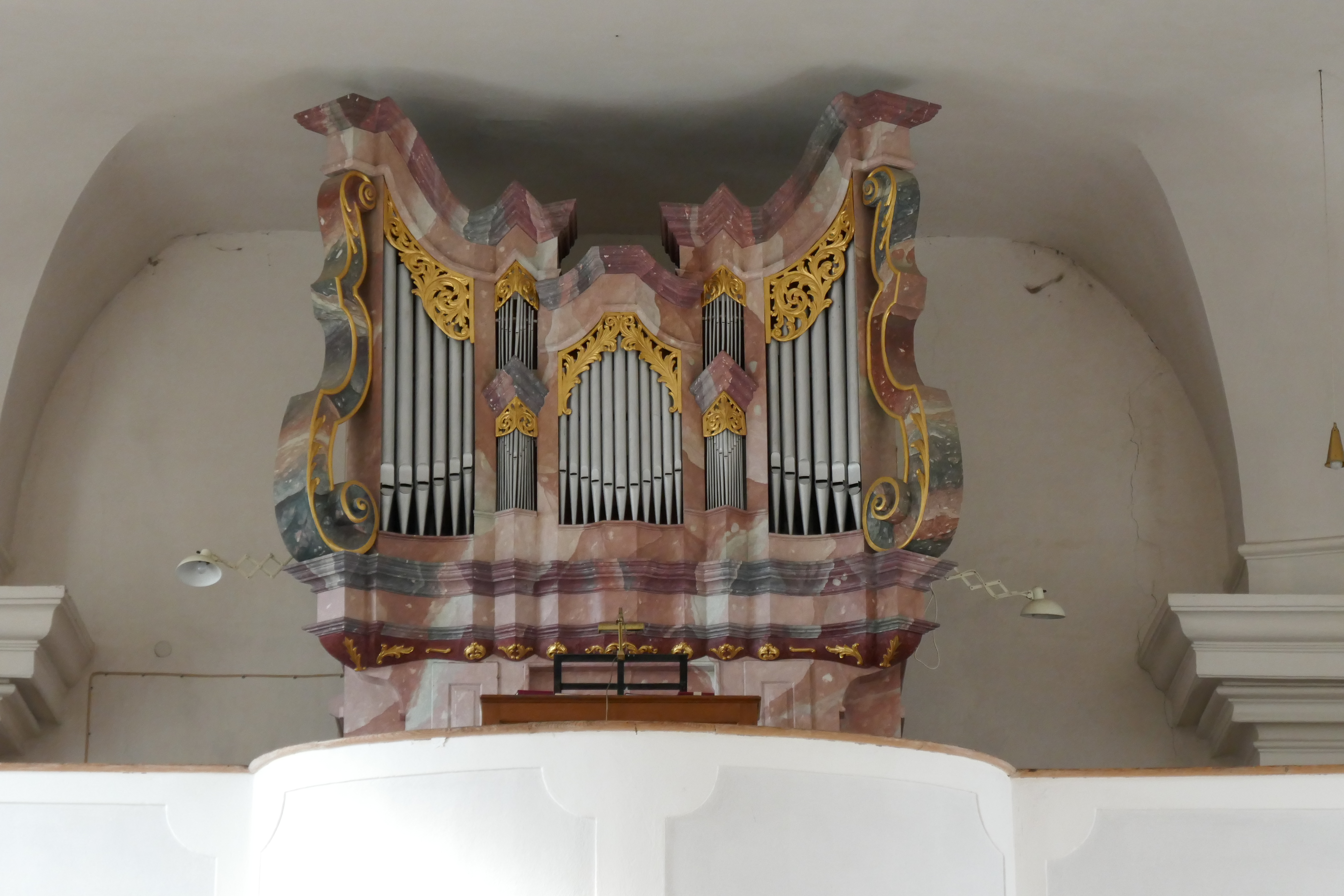
Orgelgehäuse von J. Weiß nach 1836, Werk Binder und Siemann 1914

Bereits ein Jahr nach dem Brand wurde an der Stelle der Ruinen mit dem Neubau der Kreuzbergkirche unter Leitung des Baumeisters Adolf Bürgermeister begonnen. Der Kirchenbau wurde als verputzter Massivbau mit Satteldach und eingezogenem, dreiseitig geschlossenem Chor und vorgebautem Westturm mit Pyramidendach errichtet. Das Orgelgehäuse verweist typisch auf Joseph Weiß aus Nabburg. 1914 lieferte die Firma Martin Binder & Sohn aus Regensburg ein neues Werk. 1963 wurde die Kirche umfassend renoviert. Im Zuge dieser Renovierung wurden vier neue Glocken der Firma Georg Hofweber im Kirchturm installiert. Die Kirche wird heute von der Pfarrei St. Vitus aus Burglengenfeld als Andachtskirche zu besonderen Anlässen benutzt. Sie ist außerdem ein beliebter Ort für kirchliche Trauungen.

## Ausstattung
Die Kunstgegenstände in der Kreuzbergkirche sind größtenteils unbekannter Herkunft und wurden wahrscheinlich erst nach dem Brand im Jahr 1835 angeschafft. Besonders zu erwähnen ist jedoch ein spätgotisches Holzrelief der Krönung Mariä, Anfang des 16. Jahrhunderts, in Rokokorahmen an der linken Chorwand und die spätgotische Holzfigur der hl. Maria, um 1500, an der gegenüberliegenden rechten Chorwand.